# Список экорегионов Мадагаскара
Экорегионы Мадагаскара, определенные Всемирным Фондом дикой природы (ВФП), включают семь наземных, пять пресноводных и два морских экорегиона. Различные природные места обитания Мадагаскара содержат богатую фауну и флору с высоким уровнем эндемизма, но большинство экорегионов страдают от потери среды обитания.

## Обзор
Мадагаскар относится к  Афротропическому царству. Со своими соседними островами в Индийском океане, он был классифицирован ботаником Арменом Тахтаджяном как Мадагаскарский регион, а в фитогеографии это флористический фитохорион Мадагаскарское подцарство в Палеотропическом царстве. Мадагаскар имеет очень контрастный рельеф, климат и геологию. Горный хребет на востоке, поднимающийся до 2,876 м (9,436 фута) в самой высокой точке, захватывает большинство осадков, вызванных пассатами из Индийского океана. Следовательно, восточный пояс питает большую часть влажных лесов, в то время как на западе, количество осадков уменьшается. Области дождевой тени на юго-западе имеют суб-аридный климат. Температура наиболее высока на западном побережье, с годовыми значениями до 30°C (86°F), а высокие массивы имеют прохладный климат с годовым средним значением 5°C (41°F). В геологии представлены, преимущественно магматические и метаморфические горные породы, с некоторым количеством лавы и кварцита на центральном и восточном плато, в то время как западная часть имеет пояса песчаника, известняка (в том числе образований карста), и неконсолидированного песка.

## Наземные экорегионы
по основным типам местообитаний
| Экорегион                                                      | Биом                                                                                                   | Код WWF | Карта | Изображение |
| -------------------------------------------------------------- | --- | ------- | ----- | ----------- |
| Мадагаскарские низинные леса или Влажные леса Мадагаскара      | Тропические и субтропические влажные широколистные леса: особенно сезонный (муссонный) тропический лес | AT0117  |       |             |
| Мадагаскарские субгумидные леса                                | Тропические и субтропические влажные широколистные леса                                                | AT0118  |       |             |
| Мадагаскарские сухие лиственные леса                           | Тропические и субтропические сухие широколиственные леса                                               | AT0202  |       |             |
| Мадагаскарские вересковые заросли                              | Горные кустарники                                                                                      | AT1011  |       |             |
| Мадагаскарские колючие заросли или Мадагаскарские колючие леса | Пустыни и засухоустойчивые кустарники                                                                  | AT1311  |       |             |
| Мадагаскарские суккулентные леса                               | Пустыни и засухоустойчивые кустарники                                                                  | AT1312  |       |             |
| Мадагаскарские мангры                                          | Мангры                                                                                                 | AT1404  |       |             |

## Пресноводные экорегионы
по биорегиону
- Восточная низменность
- Восточное нагорье
- Северо-западные бассейны
- Южные бассейны
- Западные бассейны

## Морские экорегионы
- Юго-восточный Мадагаскар
- Западный и Северный Мадагаскар